# Alen (jméno)
Alen je arménské a jugoslávské křestní jméno.

## Známí nositelé
- Alen Avdić, bosenský fotbalista
- Alen Bajkusa, bosenský fotbalista
- Alen Hadzic, americký šermíř
- Alen Halilović, chorvatský fotbalista
- Alen Islamović, bosenský zpěvák
- Alen Lončar, chorvatský plavec ve volném stylu
- Alen Marcina, kanadský fotbalista
- Alen Mujanovič, slovinský fotbalista
- Alen Peternac, chorvatský fotbalový útočník
- Alen Pol Kobryn, americký básník a romanopisec
- Alen Simonyan, arménský politik
- Alen Škoro, bosenský fotbalista
- Alen Smailagić, srbský basketbalista
- Alen Stajcic, australský fotbalista
- Alen Stevanović, srbský fotbalista